# Спехин, Иван Петрович
Иван Петрович Спехин (30 марта 1785 года — 1873 год) — российский матрос, ставший солдатом Британской армии, распространитель грамоты среди сельского населения северной России.

## Биография
Родился в крестьянской семье в деревне Юшковская Емецкой волости Холмогорского уезда Архангельской губернии. В десять лет стал сиротой. Спехин случайно познакомился с первоначальными элементами грамоты и, продолжая работать дальше самостоятельно, выучился читать и писать. Некоторое время он был причетником в деревенской церкви, на тринадцатом году поступил в помощники к купцу в Верховажском посаде, а через два года переселился в Архангельск, где служил лакеем у неназванного советника губернского правления. 
Пожив после этой службы некоторое время в родной деревне, Спехин в 1804 году возвратился в Архангельск, поступил в матросы к судовладельцу Ермолину и на одном из его кораблей с грузом пшеницы отправился в Лондон. Здесь он по ошибке был оставлен отправившейся обратно судовой командой без денег и знания английского языка. 
Он познакомился с предположительно соотечественником, который воспользовался его незнанием английского и за 10 фунтов стерлингов продал его в матросы Ост-Индской компании. Спехин получил имя «Джон Петерсон» и был отправлен в Индию. Не добравшись до Индии, он остался на мысе Доброй Надежды и поступил в солдаты к британцам, воевавшим там в это время с голландцами. Первые два года прослужив денщиком одного офицера, у которого изучил хорошо английский язык и арифметику, Спехин затем был переведен в строевую службу и вместе со своим батальоном был отправлен в Вест-Индию, на остров Барбадос, где прослужил шесть лет и принимал участие в стычках с восставшими рабами. За время службы он был повышен в капралы, затем в унтер-офицеры, а в конце службы был назначен санитаром в военный госпиталь. 
Несмотря на просьбы начальства продолжать службу, Спехин, соскучившись по родине, в 1815 году вышел в отставку и направился в Россию. Российский посланник в Брюсселе выдал ему паспорт, но только в 1817 году ему удалось попасть в Санкт-Петербург, куда он был привезен вместе с ранеными во время последней наполеоновской войны. 
После приезда в Архангельск он был отдан под суд «за самовольную отлучку» (команда судна, на котором он прибыл в Лондон, чтобы снять с себя ответственность, показала, что Спехин сам не пожелал возвратиться в Россию). Суд приговорил его к десяти ударам плетью. 
Спехин с 1825 года обучал крестьянских детей грамоте. Плату за свои труды он назначил маленькую. Некоторых из них Спехин учил и кормил из своих собственных средств. За время своей педагогической деятельности он обучил много детей.

## Память
Автобиография Ивана Спехина была дважды опубликована. Первый раз — еще при его жизни в газете «Современная летопись» в 1867 г. (Спехин И.П. Автобиография одного из неведомых распространителей грамотности в народе // Современная летопись. 1867. № 32. С. 4-5). Второй раз — в предисловии к книге «Воспоминания русских крестьян XVIII - первой половины XIX века». М.: Новое литературное обозрение, 2006. 
В 2010 году в деревне Зачачье Холмогорского района был установлен памятник Спехину.